# We Started Nothing
We Started Nothing (с англ. — «Мы ничего не начали») — дебютный альбом английской группы The Ting Tings, вышедший на лейбле Columbia 19 мая 2008 года. Американское издание альбома, вышедшее 3 июня того же года, имеет другую обложку и немного отличается от английского издания по цвету. Также альбом был выпущен ограниченным тиражом (2000 экземпляров) на виниле.
25 мая 2008 года альбом с ходу возглавил британский чарт альбомов, всего через неделю после релиза.
Альбом занял 23-е место в годовом чарте альбомов Великобритании, за 2008 год было продано более 400 тысяч экземпляров.

## Список композиций
- Авторы всех песен — Жюль де Мартино и Кэти Уайт

1. «Great DJ» — 3:23
2. «That's Not My Name» — 5:11
3. «Fruit Machine» — 2:54
4. «Traffic Light» — 2:59
5. «Shut Up and Let Me Go» — 2:52
6. «Keep Your Head» — 3:23
7. «Be the One» — 2:58
8. «We Walk» — 4:04
9. «Impacilla Carpisung» — 3:41
10. «We Started Nothing» — 6:22

### DVD (бонусы)
1. «Great DJ» (видео)
2. «That’s Not My Name» (видео)
3. «Shut Up and Let Me Go» (видео)
4. «Be the One» (видео)
5. Making of «Shut Up and Let Me Go»
6. Making of «Be the One»
7. Salford/Berlin/London/New York